# Шахматна ведрица
Шахматна ведрица (Fritillaria meleagris) е растение от семейство Кремови. Цветето представлява национален символ на Хърватия.

## Разпространение
Шахматната ведрица е разпространена в Западна, Южна и Източна Европа и Кавказ. В България не се среща. Видът е изключително рядък в дивата природа. Обитава места на надморска височина до 800 m. Видът е култивиран като градинско цвете. Културни екземпляри от него се отглеждат и в Северна Европа. То е официалното цвете на провинция Упланд в Швеция.

## Описание
Цветето е изпъстрено с червеникаво-кафяво, лилаво, бяло и сиво оцветяване. Много често се срещат само бели екземплари. Цъфти от март до май и израства от 15 до 40 cm височина. То е с кръгла камбанка с диаметър около 2 cm. Съдържа отровни алкалоиди.

## Природозащитен статус
Основна опасност за вида са унищожаването на местообитанията му и брането от хората.